# Huari (jaciment)
Wari, també escrit Huari, va ser una ciutat prehispànica capital de l'estat andí wari (600-1100 dC). Ubicat a 22 km al nord-est de l'actual ciutat d'Ayacucho i entre 2.900 i 2.600 msnm. Amb una àrea aproximada de 2.000 hectàrees, és un dels centres urbans més grans de l'antic Perú. És en una plana en pendent entre les quebradas Pacaycasa i Taranayco, i presenta altes muralles que en alguns casos arriben als 7 metres d'alçada. La ciutat consta de places, carrers, plataformes i aqüeductes. És al nucli urbà central, d'unes 400 hectàrees, on hi ha les principals edificacions. Cronològicament es relaciona amb l'Horitzó Mitjà i les primeres referències es poden rastrejar en algunes cròniques com en la de Pedro Cieza de León, que data de 1553.
Consta de diferents sectors anomenats 'barris'. Les construccions estan fetes amb pedra i fang revestides d'un arrebossat fi, majoritàriament pintades amb vermell i blanc. Destaquen diverses estructures entre elles: Vegachayoc Moqo, Temple Major, Mongachayoc (galeria subterrània usada com a lloc d'enterraments col·lectius), Cheqo Wasi (usat també com estructura funerària), Turquesayoc (possible barri d'artesans joiers), entre d'altres.
Aquest complex compta amb un museu del jaciment que exposa el material arqueològic provinent de les excavacions del lloc (vasos ceràmics, argila, fragments ossis, lítics, entre d'altres) i el complementa amb fotografies i diorames.

## Estudis arqueològics

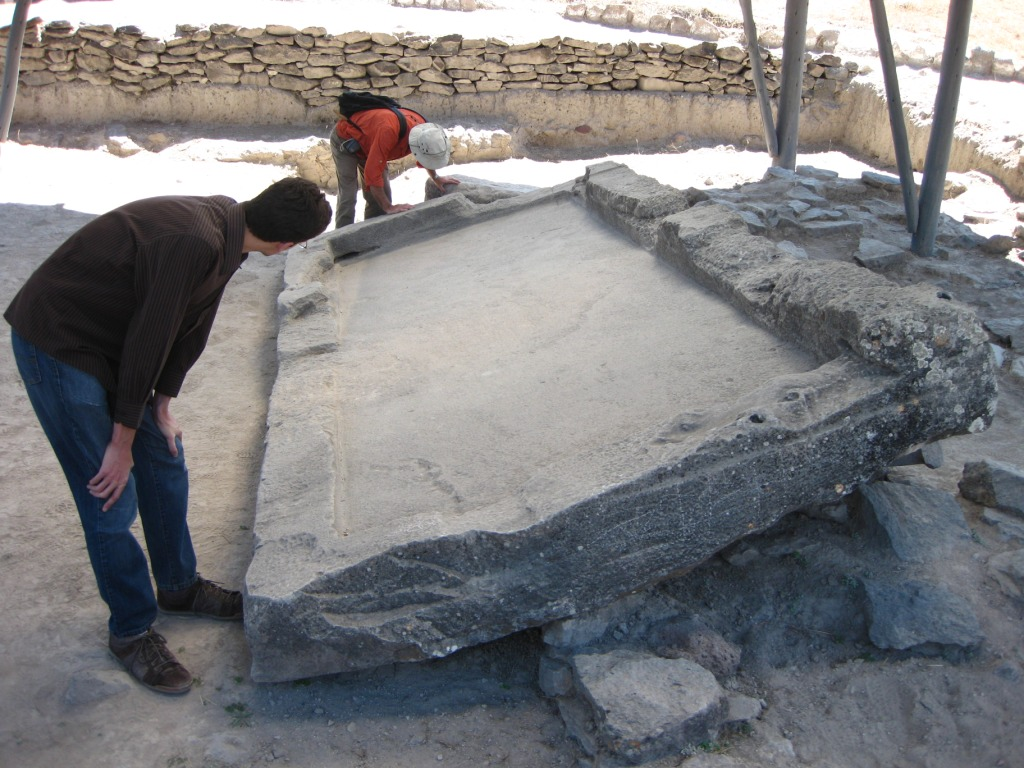
Pedra wari

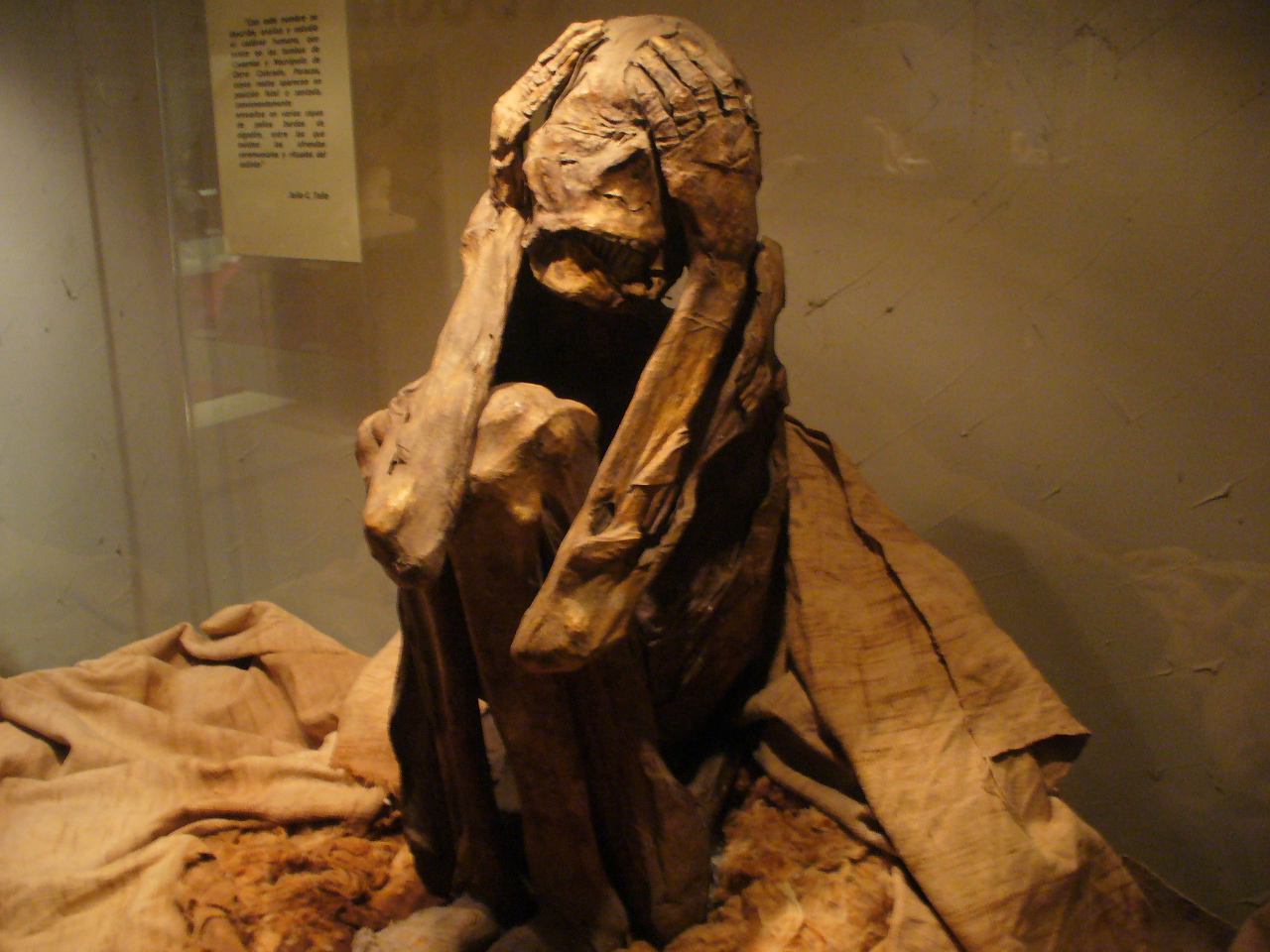
Mòmia wari al museu antropològic

El primer a descriure les ruïnes de la ciutat de Wari va ser el soldat-cronista Pedro Cieza de León (1553), anomenant-les "Vinaque" (nom del riu principal que passava per la zona), i ubicant-la prop de la ciutat de Huamanga; assenyala a més la diferència entre les seves construccions i les dels inques, recollint històries populars sobre els seus possibles constructors.
| «                                                                                         | castellà El mayor río de ellos tiene por nombre Vinaque, adonde están unos grandes y muy antiquísimos edificios, que cierto, según están gastados y ruinados, debe de haber pasado por ellos muchas edades. Preguntando a los indios comarcanos quién hizo aquella antigualla, responden que otras gentes barbadas y blancas como nosotros, los cuales, muchos tiempos antes que los incas reinasen, dicen que vinieron a estas partes e hicieron allí su morada. Y de esto y de otros edificios antiguos que hay en este reino me parece que no son la traza de ellos como los que los incas hicieron o mandaron hacer. Porque este edificio era cuadrado y los de los incas largos y angostos. Y también hay fama que se hallaron ciertas letras en una losa de este edificio; lo cual ni lo afirmo ni dejo de tener para mí que en los tiempos pasados hubiese llegado aquí alguna gente de tal juicio y razón que hiciese estas cosas y otras que no vemos. | català El riu més gran té per nom Vinaque, on hi ha uns grans i molt antiquíssims edificis, que cert, segons estan gastats i arruïnats, deu haver passat per ells moltes edats. Preguntant als indis comarcans qui va fer aquella antigalla, responen que altres gents barbades i blanques com nosaltres, els quals, molts temps abans que els inques regnessin, diuen que van venir a aquestes parts i van fer-hi la seva estada. I d'això i d'altres edificis antics que hi ha en aquest regne em sembla que no en són la traça com els que els inques van fer o van fer fer. Perquè aquest edifici era quadrat i els dels inques llargs i estrets. I també hi ha fama que es van trobar certes lletres a una llosa d'aquest edifici; la qual cosa ni ho afirmo ni deixo de tenir per a mi que en els temps passats hagués arribat aquí alguna gent de tal judici i raó que fes aquestes coses i d'altres que no veiem | » |
| — Pedro Cieza de León: Parte primera de la Crónica del Perú, cap. LXXXVII. Sevilla, 1553. | | |   |

Ja en època contemporània, l'arqueòleg Julio C. Tello va estudiar el lloc arqueològic, denominant com a Kollawa a l'estil de ceràmica allà present (1942). Per la seva banda, Rafael Larco Hoyle va ser qui va començar a fer servir la denominació de Huari o Wari, en proposar que el complex arquitectònic fou el punt de partida d'aquesta cultura (1948). També van estudiar el lloc John Rowe, Donald Collier i Gordon Willey (1950); i Wendell Bennett (1953). Després cal destacar els estudis de Luis Lumbreras els anys 1960 i 1970. Altres estudis foren conduits per William H. Isbell (1984, 1997, 2001); William H. Isbell i Gordon F. McEwan (1991); William H. Isbell, Christine Brewster-Wrary i Linda I. Spickard (1991); i Enrique González Carré (1992, 1999).

## Origen i desenvolupament
El sorgiment de la ciutat de Wari és l'expressió més complexa de l'urbanisme andí. Aquesta ciutat és l'únic exemple d'una gran ciutat laica prehispànica, fet que la converteix en la primera ciutat de les andes; tenint en compte que Tiwanaku va ser una ciutat sagrada construïda entorn d'un culte religiós, de la mateixa manera que les posteriors ciutats del Cusco i Chan Chan. En aquest sentit el sorgiment de la ciutat de Huari és singular i la informació sobre aquesta encara resulta insuficient mancant excavacions sistemàtiques més grans, ja que gran part de la ciutat roman sepultada.
Sobre el sorgiment de la ciutat de Wari, Luis Lumbreras planteja que a finals de l'Intermedi Primerenc un grup de pobladors huarpa es van establir a la zona formant petits llogarets. Segons les investigacions d'Isbell, aquests llogarets es van agrupar al costat sud-oest de la ciutat. Les estimacions sobre l'antiguitat i la població d'aquests llogarets encara són matèria d'estudi, però totes les interpretacions tendeixen a apuntar que els primers pobladors foren agricultors que van anar canviant els seus hàbits fins a convertir la seva tasca principal en la producció manufacturera (com a antecedent, els huarpes o warpas van tenir un estil arquitectònic en què predominaven els habitatges circulars com en el cas de Ñawinpuquio, amb pisos i murs pintats, a més d'edificacions rectangulars).
Al ser Wari una manifestació urbana pristina, anaren travessant processos evolutius que van ser des d'un període vilatà cap al període urbà, en la qual va passar per modificacions i restauracions dirigides per l'estat, formant una ciutat dividida sistemàticament; així ho demostren els estudis en els quals es veuen canvis constants en l'estructura, reordenaments de l'espai, ampliació i fins i tot eliminació d'algunes estructures. Aquesta constant a la ciutat de Huari no s'aprecia en altres centres d'aquesta civilització com Jincamoqo, Azángaro o Pikillaqta, que van ser construïdes per a activitats específiques i definides per l'estat.
La majoria dels edificis estaven coberts de guix blanc, amb la qual cosa la ciutat resplendia al sol de les muntanyes.
Segons l'evidència arqueològica, la cultura wari va declinar en importància cap al 1000 dC, desconeixent-se amb certesa com i per què va ser finalment abandonada.

## Monqachayoc
En aquest sector hi ha galeries subterrànies amb sostres formats per grans blocs de pedra d'una sola peça i parets recobertes amb lloses allargades, a més d'uns tubs llaurats en pedres que se sospita van ser usats per al transport d'aigua a la ciutat. Era utilitzat amb fins funeraris ja que presenta mausoleus, galeries subterrànies, un pati enfonsat i fosses. La principal troballa d'aquest sector va ser un mausoleu construït amb pedres finament treballades que constitueixen compartiments orientats cap a un espai central a una profunditat de 8 metres dins una estructura arquitectònica en forma de “D”. Lamentablement, fins ara, no s'ha trobat intacta cap de les tombes desvelades.

## Vegachayuq Mogo
És una de les àrees cerimonials més importants de Wari. La troballa d'una arquitectura especial, sense precedents a la zona a mitjans de març del 2015, fa pensar en una probable capital de la cultura Huarpa.